# Miss Germany

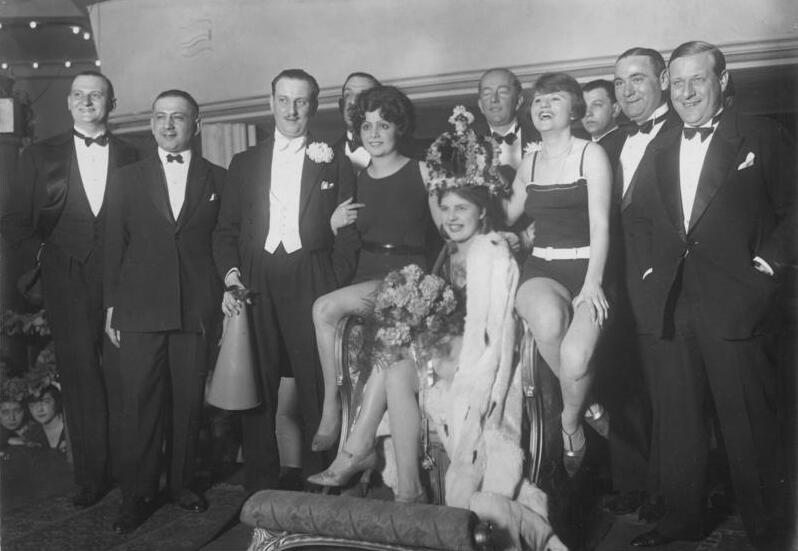
Hildegard Kwandt als erste Miss Germany, 1927

Miss Germany ist der Titel eines Wettbewerbs für Frauen in Deutschland. Von 1927 bis 2019 wurde er als Schönheitswettbewerb von mehreren, teils konkurrierenden Organisationen ausgetragen. Seit 2020 ist Miss Germany eine „Auszeichnung für Frauen, die Verantwortung übernehmen“.

## Geschichte
Bereits in den 1920er Jahren entschied ein deutsches Gericht, der Titel „Miss Germany“ könne nicht geschützt werden, weshalb jeder einen Wettbewerb veranstalten und die Gewinnerin so nennen durfte. In der Folge gab es 1928, 1931 und 1953 zwei Titelträgerinnen. In den 1950er Jahren sicherten sich jedoch die Feinstrumpfwerke Opal als Hauptsponsor eines Veranstalters die internationalen Lizenzen für die Miss Europe, Miss World und Miss Universe und damit quasi ein Monopol. Konkurrenz-Wettbewerbe wurden damit unattraktiv, da andere Veranstalter ihre Siegerinnen nicht zu internationalen Wettbewerben schicken konnten. Die Wahl Heidi Krügers durch die Hamburger Morgenpost blieb somit lange eine Ausnahme.
Dem Konkurs Opals folgte eine Phase des Niedergangs. 68er-Generation und Frauenbewegung protestierten gegen die „Fleischbeschau“ und das Interesse der Öffentlichkeit nahm ab. Erst Ende der 1970er Jahre fanden sich wieder finanzstarke Veranstalter, da die von Opal gehaltenen internationalen Lizenzen frei geworden waren. 1979 wurde in Rudi Carrells Show Am laufenden Band erstmals eine Miss Germany live im deutschen Fernsehen gewählt. Veranstalter war die Miss Germany Corporation (MGC) von Horst Klemmer aus Oldenburg, Conférencier der Ausscheidungen in den 1960er Jahren. MGC sandte die Siegerinnen zu den Wettbewerben der Miss World und Queen of the World.
1982 übernahm Klemmers Sohn Ralf die MGC-Geschäfte. Da zur gleichen Zeit der konkurrierende Event-Manager Erich Reindl erfolglos versucht hatte, den Titel für sich schützen zu lassen (was schon in den 1920er Jahren nicht gelungen war), konnte auch Ralf Klemmer keinen Schutz für den Titel beanspruchen, woraufhin erstmals wieder ein Konkurrenz-Wettbewerb stattfand. Von 1985 bis 1999 führten mehrere Organisationen konkurrierende Wettbewerbe durch, unter anderem die Miss Germany Company von 1985 bis 1991. Sie hielt zeitweilig die internationalen Konzessionen für Miss World, Miss Universe, Miss Europe und Miss International, weshalb sie ihre Siegerinnen bzw. Finalistinnen zu diesen Wettbewerben entsenden durfte. „Miss Europe 1991“ Susanne Petry ging daraus hervor, das Unternehmen aber 1992 in die Insolvenz.
1989 organisierte die Miss Germany Association von Detlef Tursies aus Bergheim bei Köln ihre erste Miss-Germany-Wahl. Deren Gewinnerinnen nahmen an Wahlen zur Miss Universe, Miss Europe und Miss Intercontinental teil. 1999 wurde auch über dieses Unternehmen ein Insolvenzverfahren eröffnet, während mit Yvonne Woelke aus Berlin noch eine dritte Miss Germany auftauchte und im Herbst 1999 die Model of Germany Productions in Wiesbaden „Miss Germany Nr. 4“ kürte. Tursies wich ab 2000 mit einem neuen Unternehmen auf den Titel Miss Deutschland aus, ebenso etliche weitere Veranstalter.
Ursache dieser Entwicklung war, dass es MGC 1999 gelungen war, beim Harmonisierungsamt für den Binnenmarkt die Bezeichnung „Miss Germany“ europaweit als Marke eintragen zu lassen und sich so die alleinigen Rechte an entsprechenden Unternehmensnamen und Wettbewerben zu sichern. 2007 konnte MGV außerdem Titel für alle 16 Bundesländer („Miss Baden-Württemberg, Miss Bayern“ usw.) sowie fünf Regionen („Miss Mittel-, Nord-, Ostdeutschland“ usw.) als europäische Marken registrieren.
Seit 2014 arbeitet mit Max Klemmer auch der Enkel des Gründers für MGC. 2017 übernahm er dessen Geschäftsanteile und begann, die Ausrichtung der Veranstaltungen über den einfachen Schönheitswettbewerb hinaus zu entwickeln. So wird mittlerweile auf Wertungsdurchgänge in Bademode verzichtet, auch Mütter und verheiratete Frauen dürfen teilnehmen und es gibt keine Altersgrenze mehr.
Seit 2020 vergibt der einzige verbliebene Veranstalter Miss Germany Corporation (seit 2022 Miss Germany Studios) die Miss Germany Awards als „Auszeichnung für Frauen, die Verantwortung übernehmen“. Ab 2024 wird eine Bewerbungsgebühr erhoben. Bewerben können sich alle Frauen ab 18 Jahren und deutscher Staatsbürgerschaft in den Kategorien Founder, Mover und Leader (Gründerinnen sowie Frauen in traditionellen Männerberufen oder Führungspositionen).

## Siegerinnen
Während der nationalsozialistischen Herrschaft wurden keine Misswahlen abgehalten. Die NS-Regierung diffamierte sie als „jüdisch-bolschewistische Dekadenz“ und propagierte stattdessen die Wahl von (lokalen) Ernte-, Heide- und Weinköniginnen. Sie verbot der unmittelbar vorher gewählten Charlotte Hartmann die Teilnahme an der Wahl zur Miss Europe in Madrid. Diese fuhr dennoch heimlich dorthin. Der mondäne und glamouröse Frauentyp, der die nationalen und internationalen Misswahlen dominierte, entsprach überhaupt nicht der nationalsozialistischen Blut-und-Boden-Ideologie. Die Machthaber bemängelten, er verkörpere nicht das Volkstum, sondern lediglich eine städtische Elite, die sich international kaum voneinander unterscheide. So polemisierte die gleichgeschaltete Berliner Illustrierte Zeitung (1933, Nr. 24) anlässlich der Miss-Europe-Wahl von 1933 dagegen, dass man keiner der Kandidatinnen ansehen könne, welches Land oder Volk sie repräsentiere. Durch den Titelgewinn der Exilrussin Tatiana Marlow dürften sich die Rasse-Ideologen in ihrer Entscheidung bestätigt gefühlt haben, keine deutschen Teilnehmerinnen mehr zu internationalen Misswahlen zuzulassen. Vertretungsweise wählte das unter Verwaltung des Völkerbundes stehende Saargebiet bis 1935 eine Miss, die zu den internationalen Wettbewerben fahren durfte.
Auch in der DDR waren Misswahlen als „Erniedrigung und Ausbeutung der Frau durch den Kapitalismus“ verpönt. Ende der 1980er Jahre kam es dennoch zu Veranstaltungen in Ost-Berlin, die als Kulturabende getarnt wurden. Die Siegerinnen erhielten einen Kuchen als Preis. Die erste Misswahl fand unter großer Beteiligung von DDR-Prominenz aus Film, Fernsehen, Musik und Sport statt. Sie wurde von den Organen der Staatssicherheit argwöhnisch überwacht, aber doch toleriert. 1987 durfte bereits eine als Miss Berlin bezeichnete Miss Ost-Berlin anlässlich der 750-Jahr-Feier der Stadt schärpengeschmückt an SED-Generalsekretär Erich Honecker vorbeiparadieren. Sogar das DDR-Fernsehen berichtete darüber. Es folgten Miss Frühling, Miss Sommer und im Februar 1990, im geöffneten Berlin, eine von den Medien viel beachtete Miss Berlin/DDR-Wahl, aus der Susanne Körbs als Siegerin hervorging. Träger einiger dieser Veranstaltungen waren verschiedene Kulturhäuser. Ende 1990 führte die MGC (siehe oben) die erste und einzige offizielle Wahl zur Miss DDR durch. Die Gewinnerin Leticia Koffke wurde wenige Monate später erste gesamtdeutsche Miss Germany.
In manchen Jahren fand keine nationale Miss-Wahl statt; die deutsche Vertreterin für internationale Wettbewerbe wurde dann aus den regionalen Siegerinnen ohne Endausscheidung bestimmt, so in den Jahren 1972 bis 1978. 1971 wurde sogar die Amtszeit von Irene Neumann um ein Jahr verlängert.

### Miss Germany vor dem Zweiten Weltkrieg
| Miss Germany 1927 bis 1933 | Miss Germany 1927 bis 1933           | Miss Germany 1927 bis 1933                 |
| -------------------------- | ------------------------------------ | ------------------------------------------ |
| Jahr                       | Name                                 | Ort der Wahl                               |
| 1927                       | Hildegard Kwandt                     | Berlin, Sportpalast                        |
| 1928                       | Hella Hoffmann Margarete Grow        | Berlin                                     |
| 1929                       | Elisabeth Rodzyn                     | Berlin, Ballhaus Kroll                     |
| 1930                       | Dorit Nitykowski (1)                 | Berlin, Hotel Kaiserhof                    |
| 1931                       | Ruth Ingrid Richard, Daisy d’Ora (2) | Berlin, Hotel Kaiserhof Berlin, Hotel Eden |
| 1932                       | Liselotte de Booy-Schulze (3)        | Berlin                                     |
| 1933                       | Charlotte Hartmann                   | Berlin                                     |

Anmerkungen
- (1) Dorit Nitykowski heiratete einige Monate später und musste ihren Titel zurückgeben. Es ist nicht bekannt, ob eine Nachwahl stattfand, die zweitplatzierte, Ruth Ingrid Richard, nachrückte oder das Amt vakant blieb.[10]
- (2) Daisy d’Ora war ein Pseudonym; die Teilnehmerin hieß eigentlich Daisy Baronesse von Freyberg.
- (3) Die ursprüngliche Siegerin von 1932 musste ihren Titel aufgrund von Gerüchten über Wahlschiebung zurückgeben. Liselotte de Booy-Schulze wurde in einer Nachwahl bestimmt.[10]
- Bei der Miss Europe 1934 kandidierte die Deutsche Emma Kant, die nicht nur behauptete, „Miss Germany“, sondern obendrein eine Großnichte des Philosophen Immanuel Kant zu sein.[11] Wie und wo sie sich qualifizierte, ist nicht dokumentiert.
- 1935 nahm Elisabeth Pitz aus Saarbrücken als deutsche Vertreterin an der Wahl zur Miss Europe teil. Sie hatte zuvor auch den Titel Miss France gewonnen, diesen nach tumultartigen Protesten der Mütter ihrer Konkurrentinnen aber nach zwei Stunden wieder zurückgegeben.

### Miss Germany 1949 bis 1984
| Miss Germany 1949 bis 1984: verschiedene Veranstalter | Miss Germany 1949 bis 1984: verschiedene Veranstalter | Miss Germany 1949 bis 1984: verschiedene Veranstalter | Miss Germany 1949 bis 1984: verschiedene Veranstalter | Miss Germany 1949 bis 1984: verschiedene Veranstalter |
| ----------------------------------------------------- | ----------------------------------------------------- | ----------------------------------------------------- | ----------------------------------------------------- | ----------------------------------------------------- |
| Jahr                                                  | Name                                                  | Qualifiziert als                                      | Ort der Wahl                                          | Veranstalter                                          |
| 1949                                                  | Inge Löwenstein                                       | ?                                                     | Bad Homburg, Kino Helipa                              | Ronke                                                 |
| 1950                                                  | Susanne Erichsen                                      | Miss Schleswig-Holstein                               | Baden-Baden, Kurhaus                                  | Koebner                                               |
| 1951                                                  | Vera Marks                                            | ?                                                     | Baden-Baden, Kurhaus                                  | Koebner                                               |
| 1952                                                  | Renate Hoy                                            | ?                                                     | Baden-Baden, Kurhaus                                  | Stern                                                 |
| 1953                                                  | Christel Schaack                                      | Miss Berlin                                           | Wiesbaden, Kurhaus                                    | Opal                                                  |
| 1953/54                                               | Heidi Krüger                                          | ?                                                     | Hamburg, Ernst-Merck-Halle                            | MoPo                                                  |
| 1954                                                  | Regina Ernst                                          | Miss Nordwestdeutschland                              | Baden-Baden, Kurhaus                                  | Opal                                                  |
| 1955                                                  | Margit Nünke                                          | Miss Nordrhein-Westfalen                              | Baden-Baden, Kurhaus                                  | Opal                                                  |
| 1956                                                  | Marina Orschel                                        | Miss Berlin                                           | Baden-Baden, Kurhaus                                  | Opal                                                  |
| 1957                                                  | Gerti Daub                                            | Miss Hamburg                                          | Baden-Baden, Kurhaus                                  | Opal                                                  |
| 1958                                                  | Marlies Behrens                                       | Miss Bayern                                           | Baden-Baden, Kurhaus                                  | Opal                                                  |
| 1959                                                  | Carmela Künzel                                        | Miss Berlin                                           | Baden-Baden, Kurhaus                                  | Opal                                                  |
| 1960                                                  | Ingrun Helgard Möckel                                 | Miss Rheinland                                        | Baden-Baden, Kurhaus                                  | Opal                                                  |
| 1961                                                  | Marlene Schmidt                                       | Miss Baden-Württemberg                                | Baden-Baden, Kurhaus                                  | Opal                                                  |
| 1962                                                  | Gisela Karschuck                                      | Miss Niedersachsen                                    | Travemünde, Kurhaus                                   | Opal                                                  |
| 1963                                                  | Helga Carla Ziesemer                                  | Miss Bayern                                           | Travemünde, Kurhaus                                   | Opal                                                  |
| 1964                                                  | Martina Kettler                                       | Miss Berlin                                           | Berlin, Hotel Hilton                                  | Opal                                                  |
| 1965                                                  | Ingrid Bethke                                         | Miss Nordrhein-Westfalen                              | Berlin, Hotel Hilton                                  | Opal                                                  |
| 1966                                                  | Marion Heinrich                                       | Miss Nordrhein-Westfalen                              | Berlin, Hotel Hilton                                  | Opal                                                  |
| 1967                                                  | Fee von Zitzewitz                                     | Miss Schleswig-Holstein                               | Berlin, Hotel Hilton                                  | Opal                                                  |
| 1968                                                  | Lilian Atterer                                        | Miss Bayern                                           | München, Bayerischer Hof                              | Opal                                                  |
| 1969                                                  | Gesine Froese                                         | Miss Bayern                                           | München, Bayerischer Hof                              | Opal                                                  |
| 1970                                                  | Irene Neumann                                         | ?                                                     | San Juan (Puerto Rico), Hotel Hilton                  | Opal                                                  |
| 1971                                                  | Irene Neumann                                         | —                                                     | Amtszeit ohne Wahl verlängert                         | Opal                                                  |
| 1972                                                  | Heidi Weber                                           | Miss Bayern                                           | ohne Wahl ernannt                                     | Opal                                                  |
| 1973                                                  | Ingeborg Martin                                       | ?                                                     | München, Bayerischer Hof                              | Beierlein                                             |
| 1974                                                  | Monja Bageritz                                        | Miss Rheinland                                        | ohne Wahl ernannt                                     | Beierlein                                             |
| 1975                                                  | Marina Langner                                        | ?                                                     | ohne Wahl ernannt                                     | ?                                                     |
| 1976                                                  | Monika Schneeweis                                     | (ohne Vorwahl)                                        | Baden-Baden, Brenner’s Park-Hotel                     | Kosmetik                                              |
| 1977                                                  | Dagmar Winkler                                        | Miss Bayern                                           | Baden-Baden, Kurhaus                                  | ?                                                     |
| 1978                                                  | Monika Greis                                          | Miss Süddeutschland                                   | ohne Wahl ernannt                                     | Winkler                                               |
| 1979                                                  | Andrea Hontschik                                      | Miss Berlin                                           | Bremen, Studio Radio Bremen                           | Reindl                                                |
| 1980                                                  | Gabriella Brum                                        | Miss Berlin                                           | Berlin, ICC                                           | Reindl                                                |
| 1981                                                  | Marion Kurz                                           | Miss Bayern                                           | München, Hotel Hilton                                 | Reindl                                                |
| 1982                                                  | Kerstin Paeserack                                     | Miss Niedersachsen                                    | Palma de Mallorca (Spanien), Casino de Mallorca       | Reindl                                                |
| 1982                                                  | Monika Baier                                          | ?                                                     | Nürnberg, Meistersingerhalle                          | Rebensburg                                            |
| 1983                                                  | Angela Michel                                         | Miss Franken                                          | Augsburg, Hotel Drei Mohren                           | Rebensburg                                            |
| 1983                                                  | Loana Radecki                                         | Miss Berlin                                           | Badgastein (Österreich), Grand-Hôtel de l’Europe      | Reindl                                                |
| 1984                                                  | Brigitte Berx                                         | Miss Nordrhein-Westfalen                              | Bad Mondorf (Luxemburg), Casino 2000                  | Reindl                                                |

Anmerkungen
| Die Veranstalter 1949 bis 1984 | Die Veranstalter 1949 bis 1984 |
| ------------------------------ | --- |
| Kurzform                       | Unternehmen |
| Ronke                          | Karl Heinz Ronke/Deutsche Modenschau-Gesellschaft |
| Koebner                        | Franz W. Koebner/Modezeitschrift Elegante Welt |
| Stern                          | ein Konsortium aus: Illustrierte Stern, Universal Film Studios, Pan American Airways                                                                   |
| Opal                           | Opal-Strumpfwerke in Hamburg; nach deren Konkurs 1962 einer der beiden ehemaligen Inhaber, Heinz Schaffer, der noch die Marken- und Lizenzrechte besaß |
| MoPo                           | Tageszeitung Hamburger Morgenpost |
| Beierlein                      | Hans R. Beierlein, Musikmanager |
| Kosmetik                       | ein britischer Kosmetik-Konzern (Margaret Astor?) |
| Winkler                        | Dagmar Winkler, Miss Germany 1977 |
| Reindl                         | Erich Reindl, österreichischer Event-Manager |
| Rebensburg                     | Mannequin-Studio „International“ Evelyn G. Rebensburg, Nürnberg                                                                                        |

### Miss Germany ab 1985: Miss Germany Corporation, seit 2022 Miss Germany Studios
| Miss Germany: Miss Germany Corporation | Miss Germany: Miss Germany Corporation | Miss Germany: Miss Germany Corporation | Miss Germany: Miss Germany Corporation         |
| -------------------------------------- | -------------------------------------- | -------------------------------------- | ---------------------------------------------- |
| Jahr                                   | Name                                   | Qualifiziert als                       | Ort der Wahl                                   |
| 1985/86                                | Patricia Patek                         | Miss Hessen                            | Wangerooge, Kurhaus                            |
| 1986/87                                | Anja Hörnich                           | Miss Saarland                          | Oberstdorf, Kongreßzentrum                     |
| 1987/88                                | Susann Stoss                           | Miss Rheinland-Pfalz                   | Bonn-Bad Godesberg, Stadthalle                 |
| 1988/89                                | Nicole Reinhardt                       | Miss Baden-Württemberg                 | Köln, Hyatt Regency Hotel                      |
| 1989/90                                | Claudia Weins                          | Miss Nordrhein-Westfalen               | Schwäbisch Gmünd, Stadtgarten                  |
| 1990/91                                | Leticia Koffke                         | Miss Brandenburg                       | Wesseling bei Köln, Diskothek M                |
| 1991/92                                | Ines Kuba                              | Miss Berlin                            | Oldenburg, Weser-Ems-Halle                     |
| 1992/93                                | Astrid Kuhlmann                        | Miss Bayern                            | Berlin, ZDF-Studio                             |
| 1993/94                                | Cornelia Oehlmann                      | Miss Baden-Württemberg                 | Hannover, Maritim Airport Hotel                |
| 1994/95                                | Beate Almer                            | Miss Bayern                            | Köln, Maritim Hotel                            |
| 1996                                   | Yasemin Mansoor                        | Miss Berlin                            | Berlin, Friedrichstadtpalast                   |
| 1997                                   | Sabrina Paradies                       | Miss Norddeutschland                   | Berlin, Friedrichstadtpalast                   |
| 1998                                   | Michalina Koscielniak                  | Miss LR-Kosmetik                       | Berlin, Space Dream Musical Theater            |
| 1999                                   | Alexandra Philipps                     | Miss Süddeutschland                    | Berlin, Hotel Estrel, Estrel Festival Center   |
| 2000                                   | Sandra Hoffmann                        | Miss Mitteldeutschland                 | Berlin, Hotel Estrel, Estrel Convention Center |
| 2001                                   | Mirjana Bogojevic                      | Miss Hamburg                           | Berlin, Hotel Estrel, Estrel Convention Center |
| 2002                                   | Katrin Wrobel                          | Miss Berlin                            | Berlin, Hotel Estrel, Estrel Convention Center |
| 2003                                   | Babett Konau                           | Miss Schleswig-Holstein                | Rust (bei Freiburg im Breisgau), Europa-Park   |
| 2004                                   | Claudia Hein                           | Miss Nordrhein-Westfalen               | Rust (bei Freiburg im Breisgau), Europa-Park   |
| 2005                                   | Antonia Schmitz                        | Miss Nordrhein-Westfalen               | Rust (bei Freiburg im Breisgau), Europa-Park   |
| 2006                                   | Isabelle Knispel                       | Miss Berlin                            | Rust (bei Freiburg im Breisgau), Europa-Park   |
| 2007                                   | Nelly Marie Bojahr                     | Miss T-Online                          | Rust (bei Freiburg im Breisgau), Europa-Park   |
| 2008                                   | Kim-Valerie Voigt                      | Miss Norddeutschland                   | Rust (bei Freiburg im Breisgau), Europa-Park   |
| 2009                                   | Doris Schmidts                         | Miss Baden-Württemberg                 | Rust (bei Freiburg im Breisgau), Europa-Park   |
| 2010                                   | Anne Julia Hagen                       | Miss Berlin                            | Rust (bei Freiburg im Breisgau), Europa-Park   |
| 2011                                   | Anne-Kathrin Kosch                     | Miss Thüringen                         | Rust (bei Freiburg im Breisgau), Europa-Park   |
| 2012                                   | Isi Glück                              | Miss Ashampoo                          | Rust (bei Freiburg im Breisgau), Europa-Park   |
| 2013                                   | Caroline Noeding                       | Miss Niedersachsen                     | Rust (bei Freiburg im Breisgau), Europa-Park   |
| 2014                                   | Vivien Konca                           | Miss Nordrhein-Westfalen               | Rust (bei Freiburg im Breisgau), Europa-Park   |
| 2015                                   | Olga Hoffmann                          | Miss Pearl.tv                          | Rust (bei Freiburg im Breisgau), Europa-Park   |
| 2016                                   | Lena Bröder                            | Miss Westdeutschland                   | Rust (bei Freiburg im Breisgau), Europa-Park   |
| 2017                                   | Soraya Kohlmann                        | Miss Sachsen                           | Rust (bei Freiburg im Breisgau), Europa-Park   |
| 2018                                   | Anahita Rehbein                        | Miss Baden-Württemberg                 | Rust (bei Freiburg im Breisgau), Europa-Park   |
| 2019                                   | Nadine Berneis                         | Miss Baden-Württemberg                 | Rust (bei Freiburg im Breisgau), Europa-Park   |
| 2020                                   | Leonie von Hase                        | Miss Schleswig-Holstein                | Rust (bei Freiburg im Breisgau), Europa-Park   |
| 2021                                   | Anja Kallenbach                        | Miss Thüringen                         | Rust (bei Freiburg im Breisgau), Europa-Park   |
| 2022                                   | Domitila Barros                        | (keine Vorwahlen) *                    | Rust (bei Freiburg im Breisgau), Europa-Park   |
| 2023                                   | Kira Geiss                             | (keine Vorwahlen) *                    | Rust (bei Freiburg im Breisgau), Europa-Park   |
| 2024                                   | Apameh Schönauer                       | (keine Vorwahlen) *                    | Rust (bei Freiburg im Breisgau), Europa-Park   |
| 2025                                   | Valentina Busik                        | (keine Vorwahlen) *                    | Rust (bei Freiburg im Breisgau), Europa-Park   |

- Seit 2022 finden keine Vorwahlen in den Bundesländern mehr statt, stattdessen können sich Kandidatinnen bundesweit direkt bewerben.[12]

### Miss Germany 1985–1992: Miss Germany Company
| Miss Germany: Miss Germany Company | Miss Germany: Miss Germany Company | Miss Germany: Miss Germany Company | Miss Germany: Miss Germany Company |
| ---------------------------------- | ---------------------------------- | ---------------------------------- | ---------------------------------- |
| Jahr                               | Name                               | Qualifiziert als                   | Ort der Wahl                       |
| 1985                               | Anke Symkowitz                     | Miss Baden-Württemberg             | Baden-Baden, Kurhaus               |
| 1986                               | Birgit Jahn                        | Miss Bayern                        | Darmstadt, Hotel Maritim           |
| 1986/87                            | Dagmar Schulz                      | Miss Nordrhein-Westfalen           | München, Bayerischer Hof           |
| 1987/88                            | Christiane Kopp                    | Miss Berlin                        | Düsseldorf, Hilton Hotel           |
| 1988/89                            | Andrea Stelzer                     | Miss Bayern                        | Hamburg, Plaza Hotel               |
| 1989/90                            | Christiane Stöcker                 | Miss Hessen                        | ?                                  |
| 1990/91                            | Susanne Petry                      | Miss Saarland                      | Ost-Berlin                         |
| 1991/92                            | Monika Resch                       | Miss Thüringen                     | Cottbus                            |

- Die Miss Germany Company ging 1992 in Insolvenz.
- In den (offiziell so angegebenen) Doppeljahren wie 1986/87 fand die Wahl Ende des ersten genannten Jahres statt.

### Miss Germany 1989–1999: MGA
| Miss Germany: Miss Germany Association | Miss Germany: Miss Germany Association | Miss Germany: Miss Germany Association | Miss Germany: Miss Germany Association |
| -------------------------------------- | -------------------------------------- | -------------------------------------- | -------------------------------------- |
| Jahr                                   | Name                                   | Qualifiziert als                       | Ort der Wahl                           |
| 1989/90                                | Marion Winz                            | Miss Nordrhein-Westfalen               | Kaarst, Open Air Tennispark & Hotel    |
| 1991                                   | Petra Hack                             | Miss Nordrhein-Westfalen               | Bielefeld, KU                          |
| 1992                                   | Diana Leisgen                          | Miss Nordrhein-Westfalen               | Dresden, Sachs Center                  |
| 1992                                   | Meike Schwarz                          | Miss Saarland                          | Dresden, Sachs Center                  |
| 1993                                   | Verona Feldbusch                       | Miss Hamburg                           | Bremen, Show-Park                      |
| 1994                                   | Tanja Wild                             | Miss Baden-Württemberg                 | Chemnitz, Stadthalle                   |
| 1995                                   | Ilka Endres                            | Miss Rheinland-Pfalz                   | Trier, Riverside Center                |
| 1996                                   | Miriam Ruppert                         | Miss Arabella TV                       | Trier, Riverside Center                |
| 1997                                   | Nadine Schmidt                         | Miss Rheinland-Pfalz                   | Trier, Riverside Center                |
| 1998                                   | Katharina Mainka                       | Miss Rheinland-Pfalz                   | Trier, Riverside Center                |
| 1999                                   | Diana Drubig                           | Miss Sachsen                           | Trier, Riverside                       |

- Die ursprüngliche Siegerin von 1992, Diana Leisgen, wurde aus fadenscheinigen Gründen disqualifiziert, nachdem sie sich Forderungen der MGA nicht unterwerfen wollte. An ihre Stelle rückte die Zweitplatzierte, Meike Schwarz, nach.
- Veranstaltet wurden die Wahlen von der MGA – Miss Germany Association GmbH von Detlef Tursies mit Sitz in Bergheim bei Köln. Die MGA ging 1999 in Insolvenz.

### Miss Germany 1999/2000: sonstige Organisationen
| Miss Germany 1999/2000: verschiedene Organisationen | Miss Germany 1999/2000: verschiedene Organisationen | Miss Germany 1999/2000: verschiedene Organisationen | Miss Germany 1999/2000: verschiedene Organisationen |
| --------------------------------------------------- | --------------------------------------------------- | --------------------------------------------------- | --------------------------------------------------- |
| Jahr                                                | Name                                                | Ort der Wahl                                        | Veranstalter                                        |
| 1999                                                | Yvonne Woelke                                       | Berlin, Diskothek Big Eden                          | Rolf Eden                                           |
| 2000                                                | Sonja Strobl                                        | Wiesbaden, Diskothek Euro Palace                    | Model of Germany Productions                        |

- Yvonne Woelke kandidierte im Jahr 2002 erneut – als Miss Berlin bei der Wahl zur Miss Deutschland.
- Wettbewerb und Titel der Model of Germany Productions mussten später auf Grund einer Abmahnung der MGC in Model of Germany umbenannt werden.